# Francis Dorffer
 (avril 2020).
Francis Dorffer, né en 1984 à Hayange (Moselle), est un criminel multirécidiviste français. Il a été emprisonné dès l'âge de seize ans pour viol. Il a ensuite commis de multiples crimes en prison et n'en est pas ressorti depuis sa première condamnation.

## Biographie
« Fils d'une mère débordée et d'un père chauffeur de bus souvent absent », il est placé en foyer à douze ans. Quatre ans plus tard, et au sein de celui-ci, il force un autre adolescent à lui faire une fellation entrainant une condamnation à six ans de prison.
Son « statut » de pointeur entraîne des bagarres fréquentes avec ses codétenus. Il en assassine un en 2003 et est en conséquence condamné à une peine de trente ans de réclusion criminelle, assortie de vingt ans de sûreté. Lors de son procès devant la cour d'assises de la Moselle en 2006, il déclare « Je vais crever en taule, alors qu’est-ce que je risque ? Je peux tuer encore, frapper, faire toutes les conneries, ça ne sera pas pire pour moi ».
En 2008, il rencontre au parloir la sœur d'un codétenu, qui deviendra sa femme et avec qui il aura un enfant en 2010. Celle-ci engage une procédure de divorce en 2019. Il fait la connaissance de son fils âgé alors de treize semaines, en prison, accompagné du psychiatre de la prison. Il prend ce dernier en otage.
En 2011, il fait une nouvelle prise d'otage à la maison centrale de Poissy - dans laquelle il était détenu - à la sortie des douches. À la suite des négociations avec le RAID, il se rend. Le préfet des Yvelines Michel Jau explique alors que « [cette] prise d'otage s'est bien terminée, sans violence [...]».
En 2019, il fait partie des quelque 350 Détenus Particulièrement Signalés et est notamment suivi pour « radicalisation au sens très large ». Il a commis en tout au moins six prises d'otage, la dernière étant celle du 11 juin 2019 au centre pénitentiaire d'Alençon-Condé-sur-Sarthe, sans jamais entraîner de blessures physiques chez les personnes impliquées, mais a dû répondre devant la justice pour des faits de violence et de menaces de mort sur les surveillants : « Francis Dorffer a été incarcéré dans une vingtaine d’établissements pénitentiaires en raison de son profil et de sa dangerosité très difficile à canaliser pour les surveillants ». Il n'est pas libérable avant l'année 2060[réf. nécessaire].

## Chronologie judiciaire
- 2000 : Condamnation à six ans de prison pour le viol  d'un autre adolescent[1]
- 2003 : Meurtre d'un codétenu
- 2006 : Condamnation à trente ans de prison pour le meurtre de son codétenu
- 2006 : Prise d'otage d'une psychiatre
- 2009 : Prise d'otage d'un surveillant
- 2010 : Prise d'otage d'un psychiatre
- 2011 : Prise d'otage d'un surveillant
- 2013 : Condamnation à treize ans de réclusion criminelle pour deux des quatre prises d'otage réalisées
- 2014 : Condamnation à dix ans de réclusion criminelle pour la prise d'otage d'un surveillant[7]
- 2017 : Prise d'otage d'un surveillant et tentative d'évasion
- 2018 : Condamnation à douze ans de prison à la suite de sa dernière prise d'otage
- 2019 : Prise d'otage d'un surveillant [8]